# Farmerhold
Et farmerhold (amr.: Farm Team) er et begreb hentet fra professionel nordamerikansk sport. Udtrykket bruges om et hold i en lavere rangerende liga, der gennem en formaliseret aftale udvikler og leverer spillere til et hold i en højere rangerende liga. Det vil typisk dreje sig om yngre spillere, der ikke anses for at være tilstrækkeligt gode til at spille i den højere rangerende liga.

## Mekanisme
Fordelene ved en sådan aftale er til at få øje på for begge parter: For det højere rangerende hold (Hold A) giver et sådant arrangement mulighed for at yngre spillere får mere spilletid, og dermed bedre muligheder for at udvikle sig.
For det lavere rangerende hold (Hold B) er aftalen med til at holde lønomkostningerne nede, idet lønudgifterne typisk udelukkende vil blive dækket af Hold A. Samtidig kan Hold A kalde en spiller op med kort varsel, f.eks. i tilfælde af skader.
Ordningen kan minde om forholdet mellem et førstehold og et andethold, som det kendes i f.eks. europæisk klubfodbold, men der er et par væsentlige forskelle:
Således er de to hold langtfra altid placeret i samme by, og der kan således være betydelige rejseudgifter forbundet med at flytte rundt på spillerne mellem de to hold. Samtidig vil spillernes kontrakter typisk være udformet på en sådan måde at de får betydeligt mindre udbetalt i den tid der tilbringes på Hold B, ofte under 25 procent af den løn de ville have fået på Hold A. Desuden er det ikke nødvendigvis alle spillere på Hold B, der står til rådighed for Hold A.

## Eksempler på farmerhold
Rangordnet efter styrkeforhold med den bedste liga nævnt først:
- NHL ⇿ AHL ⇿ ECHL
- MLB ⇿ "AAA" ⇿ "AA" ⇿ "A" ⇿ Rookie.